# Lafayette Young
Lafayette Young, född 10 maj 1848 i Monroe County i Iowa, död 15 november 1926 i Des Moines i Iowa, var en amerikansk republikansk politiker och publicist. Han representerade delstaten Iowa i USA:s senat 1910-1911.
Young gav ut tidningen Atlantic Telegraph i Iowa 1871-1890. Han var ledamot av delstatens senat 1874-1880 och 1886-1888. Han grundade 1890 tidningen Des Moines Capital och var som krigskorrespondent på Kuba under spansk-amerikanska kriget.
Senator Jonathan P. Dolliver avled 1910 i ämbetet och Young blev utnämnd till senaten. Han förlorade sedan i republikanernas primärval inför fyllnadsvalet 1911 mot William Squire Kenyon. Han efterträddes som senator av Kenyon i april 1911.
Young var 1915 som krigskorrespondent i Europa i fyra månader för att skriva om första världskriget.
Youngs grav finns på Woodland Cemetery i Des Moines.